# Мориц фон Залм-Кирбург
Мориц Густав Адолф фон Залм-Кирбург (на немски: Moritz Gustav Adolph Prinz zu Salm-Kyrburg; * 29 септември 1761; † 17 февруари 1813) е принц от Залм-Кирбург, опекун (1794 – 1810) и от 1802/1803 г. регент на Княжество Залм.

## Живот
Той е най-малкият син на 2. княз Филип Йозеф фон Залм-Кирбург (1709 – 1779) и съпругата му принцеса Мария Тереза Йозефа фон Хорн (1725 – 1783), дъщеря на княз Максимилиан Емануел де Хорнес (1695 – 1763) и леди Мари Терез Шарлота де ла Пиере ду Фай де Бусиес, баронеса ван Мелсброек (1704 – 1736). Фамилията му живее най-вече в и до двора на крал крал Луи XVI.
Сестра му Амалия Цефирина фон Залм-Кирбург (1760 – 1841) е омъжена 1782 г. за княз Антон Алойс фон Хоенцолерн-Зигмаринген (1762 – 1831).
Най-големият му брат 3. княз Фридрих III фон Залм-Кирбург e гилотиран в Париж на 25 юли 1794 г. Мориц фон Залм-Кирбург става от 1794 до 1810 г. опекун на племенника си княз Фридрих IV фон Залм-Кирбург и от негово име от 1802/1803 г. е регент на Княжеството Залм. На 14 декември 1810 г. Фридрих IV става пълнолетен.
Принц Мориц е рицар на „Ордена Хубертус“.
Когато е на 21 години Мориц е като Colonel en second на служба във френски регимент. При избухването на Френската революция той е полковник в кралски регимент и командир на „регимента на хузарите от Залм-Кирбург“.

## Фамилия
Мориц Густав Адолф фон Залм-Кирбург се жени на 1 или 12 април 1782 г. за графиня Кристина Мария Луиза Колб фон Вартенберг (* 5 август 1758; † 5 септември 1821), дъщеря на граф Фридрих Карл Колб фон Вартенберг (1725 – 1784) и графиня Каролина Поликсена фон Лайнинген-Дагсбург-Харденбург (1728 – 1782). Бракът е бездетен.